# Зародиха
Зародиха — деревня в Харовском районе Вологодской области.
Входит в состав Азлецкого сельского поселения, с точки зрения административно-территориального деления — в Азлецкий сельсовет.
Расстояние по автодороге до районного центра Харовска — 58 км, до центра муниципального образования Поповки — 4 км. Ближайшие населённые пункты — Мелентьевская, Красимиха, Уласовская, Купаиха.
По переписи 2002 года население — 6 человек.